# Live365

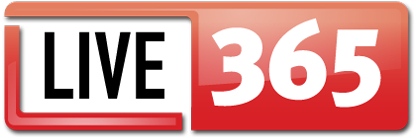
Logotipo de la radio Live 365.

Live365 es un sitio web de radio por Internet donde los miembros pueden crear su propia emisora de radio en la red o escuchar la de los demás miembros. En octubre de 2005, había alrededor de 7500 emisoras activas, algunas de ellas reproducen nichos de géneros que raramente se escuchan en la radio OM/FM tradicional.
Los usuarios pueden conectarse a emisoras Live365 vía reproductores de MP3, eligiendo emisoras de listas agrupadas por género. Los usuarios pueden registrarse con un dirección de correo electrónica válida y bajarse el reproductor oficial de Live365 que añade características adicionales. Finalmente, Live365 ofrece ser miembro por pago, llamado Socios Preferentes, que permite escuchar las emisoras sin anuncios. Si el pago es con tarjeta de crédito, ser miembro se renueva automáticamente.
Los usuarios también pueden crear sus propias emisoras de radio con la compra de un paquete emisor especial. Hay varios paquetes diferentes que son apropiados para diferentes propósitos. Los emisores personales pueden crear una lista de reproducción de ficheros MP3 que son enviados como flujo a los oyentes. Live365 provee de software útil para subir ficheros MP3 y programar listas de reproducción a determinadas horas, dando una experiencia más diversa y dinámica para la escucha.
Emisores avanzados también pueden bajarse software para emitir en vivo usando su ordenador personal, ancho de banda para la conexión estable y un micrófono o caja de mezclas. Los miembros emisores profesionales incluyen el pago de derechos de autor y paquetes de licencias para ASCAP, BMI y SESAC. Los usuarios avanzados también pueden poner flujos de música de fuentes externas.

## Cierre
La Ley de difusión por Internet de Arreglo de 2009 expiró en enero de 2016, poniendo fin a un período de 10 años en los que las estaciones más pequeñas de radio en línea, Live365 entre ellos, podrían pagar regalías reducidas a las etiquetas. El 31 de enero de 2016, de difusión por Internet que se rigen por las normas aprobadas por la Copyright Royalty Board fueron obligados a pagar a SoundExchange una cuota mínima anual, no reembolsable de $ 500 para cada canal y de la estación, la tasa por los servicios con más de 100 estaciones o canales siendo $ 50.000 anuales., the fee for services with greater than 100 stations or channels being $50,000 annual.
Con la expiración pendientes de las regalías más bajas, los inversionistas retiraron su apoyo a la compañía. A finales de diciembre de 2015, Live365 despidió a la mayoría de sus empleados y dejó vacante su cargo, los pocos empleados restantes trabajan desde su hogar,  y el 31 de enero de 2016 dejaron de realizar la difusión a través de Internet. El cierre de Live365 también afectó a las emisoras terrestres de AM y FM que utilizaban Live365, haciendo que se dispersen a otras maneras de transmisión en vivo.